# 第200独立親衛自動車化狙撃旅団 (ロシア陸軍)
第200独立親衛自動車化狙撃旅団（だい200どくりつしんえいじどうしゃかそげきりょだん、ロシア語: 200-я отдельная мотострелковая бригада、略称200 омсбр）は、ロシア陸軍の旅団。赤軍の第45狙撃師団、ソ連軍の第131自動車化狙撃師団を前身とし、同師団の名誉称号「ペチェンガ」、クトゥーゾフ勲章を継承する。

## 歴史

### 第二次世界大戦
- 1941年10月18日：沿ヴォルガ軍管区に第67海軍狙撃旅団、北カフカーズ軍管区に第80海軍狙撃旅団が編成された。兵員の50％は、元水兵が構成した。
- 1941年11月：編成完結後、両旅団は、カレリア戦線に派遣された（第67旅団は1942年2月2日に同戦線編入、第80旅団は1月17日に編入）。
- 1942年1月15日：第67旅団がカレリア戦線のケミ作戦群区域に到着し、ロウヒ地区に配置された。
- 1942年4月2日：第67旅団は、第80旅団と交代し、第26軍に配属された。
- 1942年4月24日～5月3日：第67旅団は、キーロフ鉄道からの攻勢に参加し、200～250km前進したが、1076人の死傷者を出した。
- 1943年4月：両旅団は、第45狙撃師団の編成に回された。第45師団は、第26軍に編入され、ウフチン方面で戦った。その後、第14軍に編入され、ザポリャリエ方面で戦った。
- 1944年10月：ペトサモ・キルケネス作戦に参加し、赤軍で最初にノルウェー領内に進出した。10月31日、師団に名誉称号「ペチェンガ」、配下の第61及び第253連隊には「キルケネス」が授与された。
- 1945年：ムルマンスク州ペチェンガに駐屯

### 戦後
- 1957年春：第45狙撃師団は、第131自動車化狙撃師団に改編された。
- 1960年5月～7月：北部軍管区が廃止され、第131師団は、第6諸兵科連合軍に移管された。師団本部は、ムルマンスク市に移動
- 1964年：師団隷下の第61狙撃連隊が北方艦隊の第61独立海軍歩兵連隊に改編され、代わりに第19自動車化狙撃連隊が新編された。
- 1980年末：「北方」定員に削減

### ロシア連邦軍
- 1995年：師団隷下の第133独立戦車大隊が第一次チェチェン紛争に投入される。
- 1997年12月1日：第131自動車化狙撃師団は、第200独立自動車化狙撃旅団に改編された。
- 1999年夏：戦略指揮所演習「ザーパド-99」の海上上陸において優秀と認められた。
- 2000年7月：旅団兵員を北カフカースに派遣
- 2012年12月1日：ロシア海軍の北方艦隊へ移管した。
- 2014年夏・秋：ドンバス戦争に参加[1]。
- 2021年：北方艦隊が独立した軍管区に昇格し、コミ共和国、アルハンゲリスク州、ムルマンスク州、ネネツ自治管区も管轄した[2]。
- 2022年3月：ハルキウの戦いでデニス・クリロ旅団長が戦死[3]。団員648名が戦死し、3名が降伏し捕虜になり全滅した[4]。
- 同年6月：ベルゴロドで再編成[5]。
- 2023年4月：親衛の称号が付与された[6]。
- 2023年12月：東部ドネツィク州バフムート地区に配備された[7]。
- 2024年：北方艦隊が独立した軍管区ではなくなった[8]際に第14軍団はレニングラード軍管区に所属した。

## 編制
- 旅団司令部
- 第583独立親衛自動車化狙撃大隊（軍部隊28883）
- 第658独立自動車化狙撃大隊（軍部隊01480）：旧第10自動車化狙撃連隊
- 第664独立自動車化狙撃大隊（軍部隊68258）
- 第60独立親衛戦車大隊（軍部隊24269）
- 第416独立親衛自走榴弾砲大隊（軍部隊08628）
- 第471独立自走榴弾砲大隊（軍部隊84633）
- 第382独立ロケット砲大隊（軍部隊82264）
- 第871独立対戦車砲大隊（軍部隊62289）
- 第226独立高射ミサイル大隊（軍部隊81471）
- 第246独立高射ミサイル大隊（軍部隊84627）
- 第274独立親衛工兵大隊
- 第293独立電波電子戦中隊（軍部隊32205）
- 第185特使・郵便勤務局（軍部隊75227）

その外、通信、物資保障、修理・復旧大隊、偵察、放射線・化学・生物学防護、衛生中隊、BUiAR、警備、VUNR、VUNPVO、VUNA小隊、軍楽隊、演習場が存在する。

## 装備
- T-80 x40
- T-80K x1
- MT-LB x237
- BM-21「グラード」 x18
- 152mm自走榴弾砲2S3「アカーツィヤ」 x18
- 152mm自走榴弾砲2S19「ムスタ-S」 x18
- 120mm迫撃砲2B16「ノーナ-K」 x18
- 100mm砲MT-12「ラピラ」 x12
- 自走対戦車誘導弾複合体9P149「シュトゥルム-S」 x12
- BTR-70/80 x5
- BRDM-2 x4
- 戦闘車9A33BM2（3）「オサ」 x12
- 戦闘車9A34（35）「ストレラ-10」 x6
- 自走高射機関砲2S6M「ツングースカ」 x6

## 歴代旅団長・師団長
| 職名   | 就任年                | 氏名         | 階級 |
| ------ | --------------------- | ------------ | ---- |
| 師団長 | 1943年4月 - 1944年2月 | P.スエディン | 大佐 |
| 師団長 | 1944年2月 - 7月       | A.ミハイロフ | 大佐 |
| 師団長 | 1944年7月 - 1945年5月 | I.パニン     | 少将 |